# Александринац (шпанска поезија)
Александринац (шп. alejandrino) је врста стиха од најчешће 12 метричких слогова састављен из два полустиха од по шест слогова. Александринац је заступљен и у другим светским књижевностима, зато га не треба мешати са александринцем у француској или српској књижевности, од којих се шпански разликује по броју метричких слогова. 

## Назив и порекло
Назив александринац потиче из Књиге о Александру (фр. Roman d'Alexandre). Како је тема о Александру у шпанску књижевност пренета из француске и провансалске књижевности, претпоставља се да и александринац као метричка форма потиче од истоименог француског стиха. Француски александринац се, међутим, састоји од 12 метричких слогова.

## Александринац у шпанској књижевности
Александринац је од великог значаја за шпанску метрику. Највише је употребљаван у XIII веку као саставни део чувене строфе квадерна вија (шп. cuaderna vía) која се састојала од 4 александринца, a коју су користили песници клеричке песничке вештине (шп. Mester de Clerecía). Један од најпознатијих песника који су употребљавали ову врсту строфе, па самим тим и стих александринац, био је Гонсало де Берсео.
Употреба александринца у шпанској поезији опада почетком XV века, да би се потом вратио на сцену у XIX веку, са појавом романтизма. 
Песници модерне шпанске књижевности често су једанаестерац у сонетима замењивали александринцем. Најпознатији је Рубен Дарио.

## Метрика
Стих александринац се у шпанској књижевности састоји од 14 метричких слогова. Цезура га дели на два полустиха од по 7 слогова.

## Пример
Ево једног примера употребе александринца у форми сонета.
{{цитат|
-{Es algo formidable que vio la vieja raza:
robusto tronco de árbol al hombro de un campeón
salvaje y aguerrido, cuya fornida maza
blandiera el brazo de Hércules, o el brazo de Sansón.

Por casco sus cabellos, su pecho por coraza,
pudiera tal guerrero, de Arauco en la región,
lancero de los bosques, Nemrod que todo caza,
desjerretar un toro, o estrangular un león.
Anduvo, anduvo, anduvo. Le vio la luz del día,
le vio la tarde pálida, le vio la noche fría,
y siempre el tronco de árbol a cuestas del titán.

"¡El Toqui, el Toqui!", clama la conmovida casta.
Anduvo, anduvo, anduvo. La Aurora dijo: "Basta",
e irguióse la alta frente del gran Caupolicán.}-|Rubén Darío, Caupolicán}}